# 1731 în literatură
Anul 1731 în literatură a implicat o serie de evenimente și cărți noi semnificative.  